# Església de Natzaret
L'església de Natzaret és una església al nucli antic de Tarragona, protegida com a bé cultural d'interès local. Encara que no queda res de l'edifici primitiu del segle xiii, el temple del segle xvi i les successives restauracions permeten entendre la dinàmica de les construccions a la ciutat de Tarragona.

## Descripció
Església de planta rectangular amb dues portes d'accés, una a la plaça del Rei i una altra al carrer de Natzaret. Té una nau principal i dues de laterals a cadascun dels costats. Els murs de la nau central són més alts que els laterals i estan reforçats a l'exterior per cinc contraforts. Façanes amb esgrafiats i petites capelles exteriors. Està coberta a dues aigües. A l'actual façana principal es presenta un campanar d'espadanya lleugerament desplaçat de la porta i sobre ella hi ha un nínxol que allotja una Verge, un Eccehomo i una Magdalena de pedra arenisca amb restes de pintura original del segle xvi.

## Història
De l'església del segle xiii no hi resta res. La primera referència a l'església data del 1214, durant la prelatura de Ramon de Rocabertí.
La Congregació de la Puríssima Sang de Nostre Senyor Jesucrist, sembla que organitzada per les confraries de corders i esparters probablement al segle xiv, edificà la casa al costat de l'església per a celebrar les seves juntes.
Si més no, fins a la reforma d'últims del XVI la porta principal era al carrer de Pilat. L'arquebisbe Pere de Copons, el 1738, concedí el patronat de l'església a la congregació mitjançant el deure de reedificar-la, la qual cosa feu, i, el 1764, tornaren a obrir-la al culte, després que fou derruït el temple primitiu durant les guerres de Felip V d'Espanya. tornà a ser reparada després de la Guerra del Francès. 1929 es feu l'arranjament de les façanes i restauració dels esgrafiats sota la direcció de l'arquitecte Balañá i Llorens. També es va rehabilitar la teulada, es van eliminar humitats i es consolidà el sòl. A la guerra de 1936 es cremà el retaule de l'altar major, obra de Josep Bonifàs (1759) i es destruí el Crist de la Sang. El 1940 tornà a ser reparada. El 1994 es van restaurar les escultures de la plaça del Rei.